# Kaptensfisk
Kaptensfisk (Polydactylus quadrifilis) är en fiskart som först beskrevs av Cuvier 1829.  Kaptensfisk ingår i släktet Polydactylus och familjen Polynemidae. Inga underarter finns listade i Catalogue of Life.